# Paralimna sana
Paralimna sana är en tvåvingeart som beskrevs av Cresson 1929. Paralimna sana ingår i släktet Paralimna och familjen vattenflugor.
Artens utbredningsområde är Paraguay. Inga underarter finns listade i Catalogue of Life.